# 東海クイーンカップ
東海クイーンカップ（とうかいクイーンカップ）は、愛知県競馬組合が名古屋競馬場で施行する地方競馬の重賞競走（SPI）である。正式名称は「豊明市長賞 東海クイーンカップ」。
GRANDAME-JAPAN3歳シーズンの対象競走である。

## 概要
1992年に名古屋競馬場のサラブレッド系4歳（現3歳）牝馬の東海（笠松・愛知）所属馬限定の定量の重賞競走「中京スポーツ賞 東海クイーンカップ」として創設で2月（1996年のみは1月）に開催。1997年からは東海地区重賞格付け制度施行によりSPII（スーパープレステージツー）に格付けされ、この年から中央競馬の桜花賞のステップ競走の北陸・東海地区のブロック代表馬として優勝馬はチューリップ賞、4歳牝馬特別（現・フィリーズレビュー）、アネモネステークスのいずれかの競走に出走可能となり、更にこのいずれかの競走でチューリップ賞と4歳牝馬特別では上位3着までにアネモネステークスでは上位2着までに入賞すると桜花賞へ出走可能となった。
2000年から2002年の間は施行されなかったが2003年からは施行を再開され、施行時期を冬から夏に変更、並びに中央競馬のGIステップ競走を桜花賞から秋華賞に変更、中央競馬の秋華賞のステップ競走の北陸・東海・近畿地区（2007年からは中国地区を含む）のブロック代表馬として優勝馬はローズステークス、紫苑ステークスのどちらかの競走に出走可能となる。更にこのどちらかの競走でローズステークスでは上位3着までに、紫苑ステークスでは上位2着までに入賞すると秋華賞へ出走可能となった。
2012年からはGRANDAME-JAPAN・3歳シーズンに指定となり、更にSPIIからSPIに格上げされたが施行時期が夏から春に変更された事に伴い秋華賞へのステップ競走は笠松競馬場で行われる重賞競走「クイーンカップ」に引き継がれる形となる。
2013年はHITスタリオンシリーズ競走に指定され、トビーズコーナーの種付け権が副賞として送られた。2014年は対象から外れている。
2022年からは名古屋競馬場の移転に伴いダート1700mに変更される。
出走条件は、創設当初は東海所属馬、1997年からは北陸・東海地区、2003年からは北陸・東海・近畿地区、2007年からは北陸・東海・近畿・中国地区、2012年からは全国地方交流となっている。

### 条件・賞金（2025年）
出走条件
サラブレッド系3歳牝馬。全国地方交流。他地区所属の出走枠は5頭以内。
負担重量
別定（55kg）
賞金
1着800万円、2着280万円、3着160万円、4着120万円、5着80万円、着外8万円。
副賞
豊明市長賞、トータリゼータエンジニアリング株式会社賞、愛知県競馬組合管理者賞、開催執務委員長賞

## 歴史
- 1992年 - 名古屋競馬場のダート1600mのサラブレッド系4歳（現3歳）牝馬の東海所属馬限定の定量（54kg）の重賞競走「中京スポーツ賞 東海クイーンカップ」として創設。
- 1997年
  - 東海地区重賞格付け制度施行によりSPIIに格付け。
  - この年から北陸・東海地区交流競走として施行され、出走条件を「サラブレッド系4歳（現3歳）牝馬の北陸・東海所属馬」に変更。
  - 桜花賞へのステップ競走に指定され、優勝馬に桜花賞トライアルへの出走権が付与される様になる。
  - 負担重量を54kgから53kgに変更。
- 2000年-2002年 - この間は休止。
- 2003年
  - 馬齢表示の国際基準への変更及びこの年から北陸・東海・近畿地区交流競走として施行。それらに伴い、「サラブレッド系4歳牝馬の北陸・東海所属馬」から「サラブレッド系3歳牝馬の北陸・東海・近畿所属馬」に変更。
  - 施行時期を冬から夏に変更。
  - 中央競馬のGIステップ競走を桜花賞から秋華賞に変更。1着馬のみ、秋華賞トライアルへの出走権が付与されるようになる。
  - 負担重量を53kgから54kgに戻す。
- 2007年 - この年から北陸・東海・近畿・中国地区交流競走として施行され、出走条件を「サラブレッド系3歳牝馬の北陸・東海・近畿・中国所属馬」に変更。
- 2012年
  - この年から地方競馬全国交流競走として施行され、出走条件を「サラブレッド系3歳牝馬の地方所属馬」に変更。
  - GRANDAME-JAPAN・3歳シーズンに指定。
  - 施行時期を夏から春に変更。それに伴い、秋華賞へのステップ競走から除外。
  - SPIに格上げ。
- 2013年 - HITスタリオンシリーズ競走に指定。
- 2014年 - HITスタリオンシリーズから外される。
- 2018年 - 施行距離をダート1800mに変更。
- 2022年 - 名古屋競馬場の移転に伴い、施行距離をダート1700mに変更。
- 2023年 - 負担重量を54kgから55kgに変更。

### 歴代優勝馬
馬齢は2000年以前についても現表記を用いる。2021年以前の名古屋は旧・名古屋競馬場。全てダートコースで施行。
| 回数   | 施行日        | 競馬場 | 距離  | 優勝馬             | 性齢 | 所属 | タイム | 優勝騎手   | 管理調教師 | 馬主                   |
| ------ | ------------- | ------ | ----- | ------------------ | ---- | ---- | ------ | ---------- | ---------- | ---------------------- |
| 第1回  | 1992年2月14日 | 名古屋 | 1600m | スノーボール       | 牝3  | 愛知 | 1:45.6 | 兒島真二   | 荒木市雄   | 三崎一夫               |
| 第2回  | 1993年2月17日 | 名古屋 | 1600m | ツキハシレ         | 牝3  | 笠松 | 1:42.0 | 今井孝一   | 神部幸夫   | 水野俊一               |
| 第3回  | 1994年2月2日  | 名古屋 | 1600m | スリーコース       | 牝3  | 愛知 | 1:44.0 | 長嶋和彦   | 地辺幸一   | スズカ商事（株）       |
| 第4回  | 1995年2月1日  | 名古屋 | 1600m | ジュウノメガミ     | 牝3  | 愛知 | 1:46.0 | 宇都英樹   | 斉藤弘光   | （有）ワイテイ商事     |
| 第5回  | 1996年1月31日 | 名古屋 | 1600m | ゴーテンジョウ     | 牝3  | 笠松 | 1:45.7 | 川原正一   | 山中敏彦   | 青山眞澄               |
| 第6回  | 1997年2月2日  | 名古屋 | 1600m | ミリオンチャーム   | 牝3  | 笠松 | 1:46.2 | 安藤勝己   | 荒川友司   | 水野恵吉               |
| 第7回  | 1998年2月1日  | 名古屋 | 1600m | スバルマドンナ     | 牝3  | 愛知 | 1:45.2 | 安部幸夫   | 本村光男   | 野田雅昭               |
| 第8回  | 1999年2月3日  | 名古屋 | 1600m | トラベラー         | 牝3  | 金沢 | 1:45.2 | 殿田倫之   | 小原典夫   | 白井民平               |
| 第9回  | 2003年7月2日  | 名古屋 | 1600m | ディアブロメガミ   | 牝3  | 愛知 | 1:42.4 | 安部幸夫   | 角田輝也   | 中村敏明               |
| 第10回 | 2004年7月2日  | 名古屋 | 1600m | ジャガーローズ     | 牝3  | 兵庫 | 1:41.6 | 田中学     | 田中道夫   | 松岡幸男               |
| 第11回 | 2005年8月12日 | 名古屋 | 1600m | ハツネドオゴ       | 牝3  | 兵庫 | 1:42.7 | 吉村智洋   | 橋本忠男   | 山口春夫               |
| 第12回 | 2006年8月9日  | 名古屋 | 1600m | チヨノドラゴン     | 牝3  | 金沢 | 1:40.8 | 中川雅之   | 鈴木正也   | 岩崎僖澄               |
| 第13回 | 2007年8月8日  | 名古屋 | 1600m | シンメイジョアー   | 牝3  | 愛知 | 1:44.4 | 丸野勝虎   | 竹地正樹   | 織田芳一               |
| 第14回 | 2008年8月8日  | 名古屋 | 1600m | オグリオトメ       | 牝3  | 笠松 | 1:43.5 | 佐藤友則   | 山中輝久   | 小栗孝一               |
| 第15回 | 2009年8月12日 | 名古屋 | 1600m | ダイナマイトボディ | 牝3  | 愛知 | 1:41.0 | 倉地学     | 角田輝也   | （有）畠山牧場         |
| 第16回 | 2010年8月13日 | 名古屋 | 1600m | エレーヌ           | 牝3  | 笠松 | 1:42.2 | 筒井勇介   | 山中輝久   | （有）ホースケア       |
| 第17回 | 2011年8月5日  | 名古屋 | 1600m | ナナクサ           | 牝3  | 兵庫 | 1:42.6 | 木村健     | 平松徳彦   | 泉一郎                 |
| 第18回 | 2012年5月1日  | 名古屋 | 1600m | マーメイドジャンプ | 牝3  | 笠松 | 1:42.0 | 東川公則   | 後藤保     | 山科統                 |
| 第19回 | 2013年5月3日  | 名古屋 | 1600m | ウォータープライド | 牝3  | 笠松 | 1:43.0 | 兒島真二   | 塚田隆男   | 山岡良一               |
| 第20回 | 2014年5月1日  | 名古屋 | 1600m | トーコーニーケ     | 牝3  | 兵庫 | 1:43.3 | 川原正一   | 吉行龍穂   | 森田藤治               |
| 第21回 | 2015年4月21日 | 名古屋 | 1600m | トーコーヴィーナス | 牝3  | 兵庫 | 1:40.6 | 田中学     | 吉行龍穂   | 森田藤治               |
| 第22回 | 2016年4月19日 | 名古屋 | 1600m | クラトイトイトイ   | 牝3  | 船橋 | 1:46.1 | 石崎駿     | 矢野義幸   | 倉見利弘               |
| 第23回 | 2017年4月18日 | 名古屋 | 1600m | メモリーミラクル   | 牝3  | 愛知 | 1:46.7 | 友森翔太郎 | 塚田隆男   | （株）シンザンクラブ   |
| 第24回 | 2018年4月17日 | 名古屋 | 1800m | ウォーターループ   | 牝3  | 愛知 | 2:00.1 | 友森翔太郎 | 塚田隆男   | 山岡良一               |
| 第25回 | 2019年4月16日 | 名古屋 | 1800m | ゴールドリング     | 牝3  | 愛知 | 1:58.8 | 友森翔太郎 | 塚田隆男   | （有）崇富商業         |
| 第26回 | 2020年4月21日 | 名古屋 | 1800m | ビックバレリーナ   | 牝3  | 愛知 | 2:00.8 | 大畑雅章   | 今津博之   | 大西和子               |
| 第27回 | 2021年4月21日 | 名古屋 | 1800m | ニジイロ           | 牝3  | 愛知 | 2:00.6 | 岡部誠     | 川西毅     | 石井輝昭               |
| 第28回 | 2022年4月21日 | 名古屋 | 1700m | グラーツィア       | 牝3  | 船橋 | 1:51.1 | 吉原寛人   | 米谷康秀   | 岩山博文               |
| 第29回 | 2023年4月20日 | 名古屋 | 1700m | セブンカラーズ     | 牝3  | 愛知 | 1:50.4 | 山田祥雄   | 川西毅     | （株）グリーンファーム |
| 第30回 | 2024年4月11日 | 名古屋 | 1700m | ニジイロハーピー   | 牝3  | 愛知 | 1:50.6 | 大畑雅章   | 今津勝之   | 小林伸幸               |
| 第31回 | 2025年4月10日 | 名古屋 | 1700m | コパノエミリア     | 牝3  | 愛知 | 1:50.1 | 宮下瞳     | 宇都英樹   | 小林祥晃               |

#### 各回競走結果の出典
- 東海クイーンカップ 歴代優勝馬 - 地方競馬全国協会

##### 馬主の出典
- JBISサーチ
  - 1992年、1993年、1994年、1995年、1996年、1997年、1998年、1999年、2003年、2004年、2005年、2006年、2007年、2008年、2009年、2010年、2011年、2012年、2013年、2014年、2015年、2016年、2017年、2018年、2019年、2020年、2021年、2022年、2023年、2024年、2025年